# Richgowo van Worms
Richgowo van Worms (overleden: rond 949, 950) was van 914-949/50 bisschop van Worms.

## Leven
Er is weinig over zijn herkomst bekend. In 916 kreeg Richgowo tijdens de synode von Hohenaltheim de opdracht de moord op bisschop Einhard van Speyer op 12 maart 913 in Straatsburg te onderzoeken. De synode deed zover bekend geen uitspraak over zijn bevindingen. 
Op 14 januari 947 krijgt Richgowo van koning Otto I de bevestiging van zijn recht tol te heffen op kooplieden, handwerkers en Friezen.
Een of twee jaar voor zijn dood in 949/50 nam hij in 948 deel aan de Universele Synode van Ingelheim.

## Voetnoten
1. ↑  G. van Herwijnen, C. van de Kieft, J.F. Niermeyer, Elenchus Fontium Historiae Urbanae, Band 1, Germany, Low Countries, Scandinavia